# Podhůří (Vysoká Pec)
Podhůří (německy Schimberg) je zaniklá vesnice v okrese Chomutov. Stála jeden kilometr severovýchodně od Vysoké Pece, ke které jako místní část v době svého zániku patřila. Zůstalo po ní katastrální území Podhůří u Vysoké Pece s rozlohou 6,01 km². Vesnice zanikla vysídlením v souvislosti s těžbou hnědého uhlí v Lomu Československé armády na počátku osmdesátých let dvacátého století.

## Název
Původní německý název vesnice, který prošel složitějším jazykovým vývojem, zněl Schönberg (krásná hora). V historických pramenech se jméno vesnice vyskytuje ve tvarech: Schumburgk (1542), Ssombergk (1549), Ssonbergk (1555 a 1561), Schönbrieg (1594), Schömberg (1596), Ssönburgk (1654), Schimberg (1713) a Schimberg nebo Schimburg (1846). Do roku 1950 se používal název Šimperk a nové jméno bylo stanoveno vyhláškou v roce 1950.

## Historie

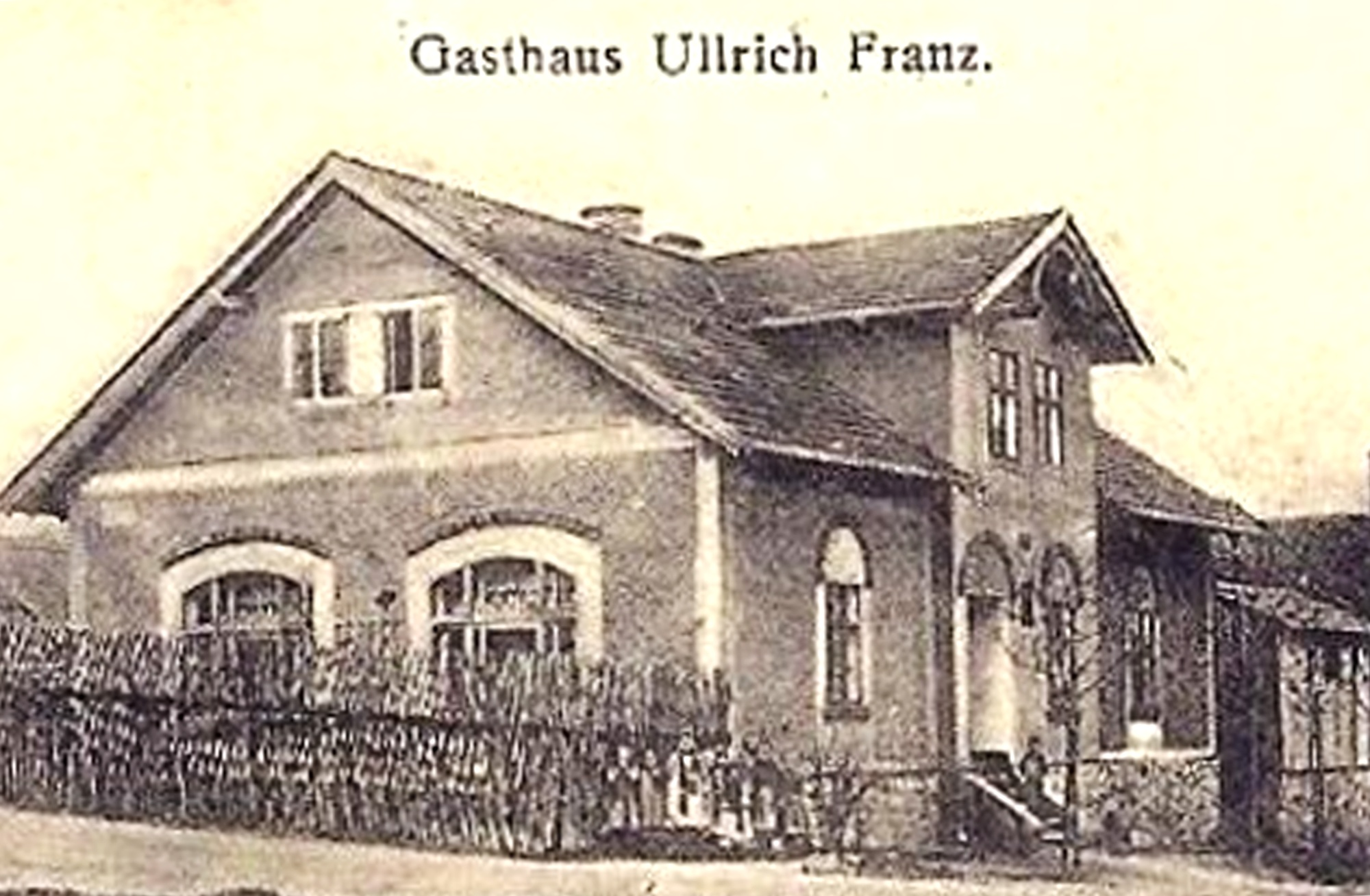
Místní hostinec (pohlednice z roku 1910)

Na vrchu Jedlová bylo v blízkosti ložisek železných rud objeveno a prozkoumáno třináct polozemnic knovízské kultury. Kromě nich byly na lokalitě nalezeny také keramické střepy z devátého století. Podél východní strany sídliště vede kamenný val široký 150 centimetrů. Lokalita je považována za hradiště štítarské kultury nebo výšinné sídliště. Je však také možné, že val je pozůstatkem středověké vesnice nebo představuje pouhou haldu navršeného kamene.
První písemná zmínka o Podhůří pochází z roku 1542. Na počátku sedmnáctého století vesnice patřila k ervěnickému panství Bohuslava staršího z Michalovic. Po potlačení stavovského povstání v letech 1618–1620 byla s ostatním majetkem zabavena Bohuslavovi mladšímu a roku 1622 ji koupil Vilém z Lobkovic. Z nově získaného majetku vytvořil panství Nové Sedlo – Jezeří, jehož součástí Podhůří zůstalo až do zrušení poddanství v polovině devatenáctého století.
Po třicetileté válce ve vsi podle berní ruly z roku 1654 žilo pět sedláků a jedenáct chalupníků. Sedláci měli sedm potahů a chovali devět krav, dvanáct jalovic, dvě prasata a čtyři kozy. Chalupníkům dohromady patřilo jedenáct potahů, dvacet krav, devatenáct jalovic, dvě ovce, jedno prase a deset koz. Na polích se pěstovalo hlavně žito, ale důležitou součástí obživy byl také chov dobytka a obchod se dřevem. Tereziánský katastr z roku 1748 ve vsi uvádí dva mlýny s jedním kolem na nestálé vodě.

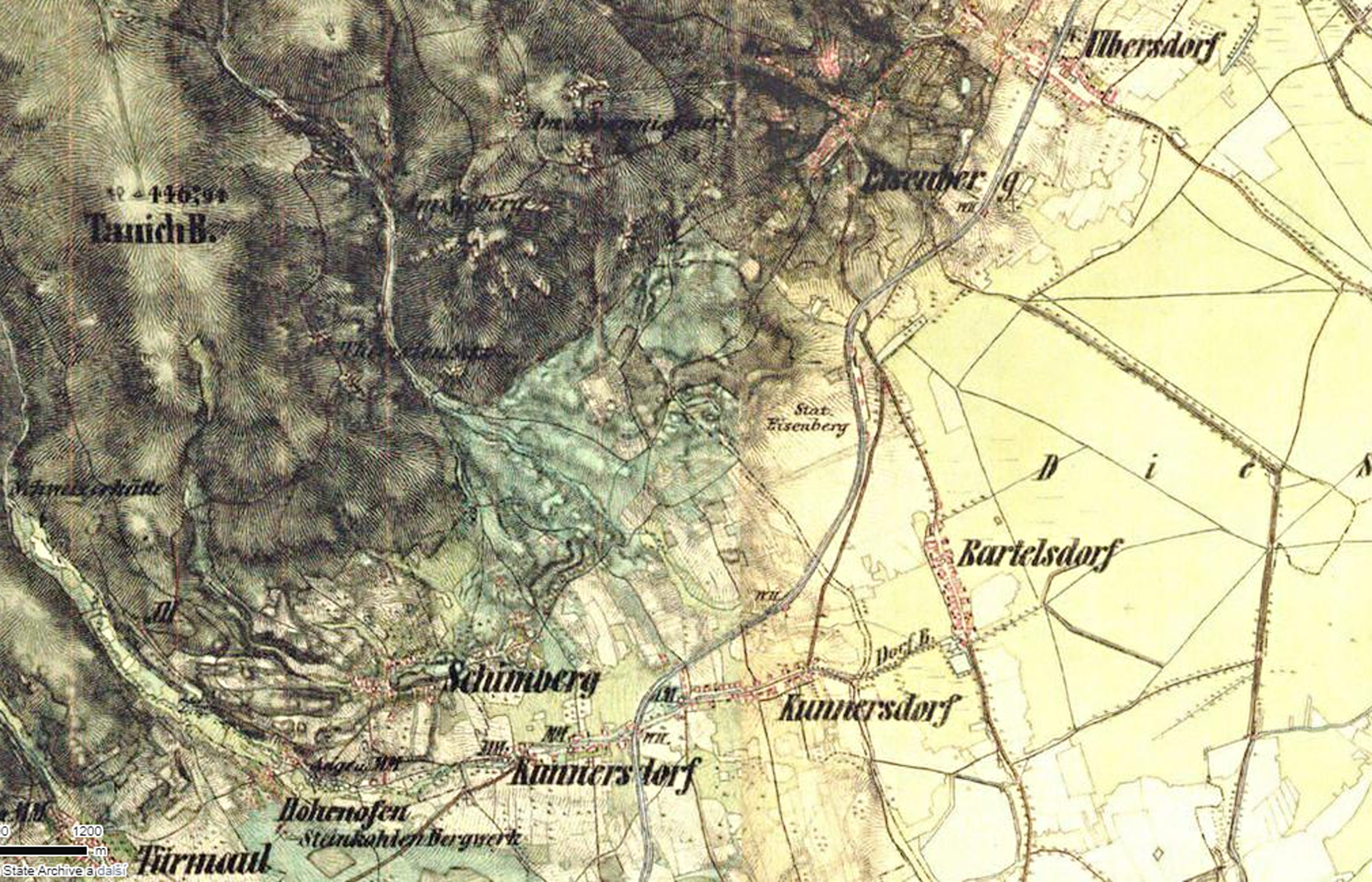
Podhůří na mapě z 19. století

Severozápadně od vesnice byl malý důl, kde se těžila železnorudná žíla, a ruda se zpracovávala ve Vysoké Peci. V roce 1786 je zmiňován také opuštěný kamenečný důl, ve kterém bylo získáno několik set centýřů suroviny. V kamenečné huti se spalovalo uhlí těžené od sedmdesátých let osmnáctého století ve vrchnostenském dole poblíž vesnice. Ve čtyřicátých letech devatenáctého století byl mezi Vysokou Pecí a Podhůřím otevřen hnědouhelný důl Karel se štolou Natálie.
Ve čtyřicátých letech devatenáctého století byla v bývalé provozní budově dolu zřízena přádelna bavlny a později soustružna J. Siegerta, ve které dělníci roku 1848 tajně vyrobili tři sta pušek pro národní gardu. Jejich výroba však byla vyzrazena, pušky zabaveny a do roku 1867 je poté používali jirkovští ostrostřelci. I přes rozvoj těžby uhlí si vesnice uchovala zemědělský charakter. Rozšířené bylo pěstování ovocných stromů (zejména hrušní), včelařství a chov ovcí.
K vysídlení vesnice došlo v souvislosti s těžbou uhlí v Lomu Československé armády v roce 1979.

## Přírodní poměry
Podhůří stálo v katastrálním území Podhůří u Vysoké Pece s rozlohou 601 hektarů, asi čtyři kilometry severovýchodně od Jirkova a jeden kilometr severovýchodně od Vysoké Pece v nadmořské výšce okolo 310 metrů. Většina území je součástí Krušných hor, konkrétně jejich okrsku Rudolická hornatina, ale jižní část zasahuje do Mostecké pánve a jejího okrsku Jirkovská pánev. Nejvyšším bodem je vrch Jedlová (853 metrů) s televizním vysílačem, zatímco nejnižší bod se nachází přibližně v místech bývalé vesnice. Z půdních typů převažuje v horské části podzol kambický, ale v pánevní oblasti se vyskytuje kambizem kyselá. Západní hranici katastrálního území tvoří Kundratický potok a východní Vesnický potok. Oba patří k povodí Bíliny, ale vzhledem k vodohospodářským úpravám oba ústí do přivaděče Ohře–Bílina. Východní hranice zároveň vede vodní nádrží Jezeří vybudované na Venkovském potoce. Oblast kolem vodní nádrže je součástí národní přírodní rezervace Jezerka. Na jižním úbočí Jedlové leží přírodní památka Hovězí skály.
V rámci Quittovy klasifikace podnebí leží katastrální území ve čtyřech oblastech. Nejjižnější cíp patří do teplé oblasti T2 a směrem na severozápad se podnebí s rostoucí nadmořskou výškou ochlazuje: následují mírně teplé oblasti MT9 a MT4 a krajina přibližně severně od vrcholu Jedlové leží v chladné oblasti CH7. Samotná vesnice stávala v teplé oblasti, pro kterou jsou typické průměrné teploty −2 až −3 °C v lednu a 18–19 °C v červenci. Roční úhrn srážek dosahuje 550–700 milimetrů, počet letních dnů je 50–60, počet mrazových dnů se pohybuje mezi 100–110 a sněhová pokrývka zde leží průměrně 40–50 dnů v roce.

## Obyvatelstvo
Při sčítání lidu v roce 1921 zde žilo 339 obyvatel (z toho 165 mužů), z nichž byli čtyři Čechoslováci, 330 Němců a pět cizinců. Kromě čtyř evangelíků, pěti židů a dvou lidí bez vyznání patřili k římskokatolické církvi. Podle sčítání lidu z roku 1930 měla vesnice 357 obyvatel: dva Čechoslováky, 352 Němců a tři cizince. S výjimkou pěti evangelíků a devatenácti lidí bez vyznání se hlásili k římskokatolické církvi.
|                                                                                  | 1869 | 1880 | 1890 | 1900 | 1910 | 1921 | 1930 | 1950 | 1961 | 1970 |
| -------------------------------------------------------------------------------- | ---- | ---- | ---- | ---- | ---- | ---- | ---- | ---- | ---- | ---- |
| Obyvatelé                                                                        | 219  | 240  | 231  | 245  | 387  | 339  | 357  | 185  | 151  | 140  |
| Domy                                                                             | 34   | 41   | 46   | 49   | 64   | 60   | 60   | 54   | .    | 40   |
| Počet domů z roku 1961 je zahrnut v celkovém počtu domů místní části Vysoká Pec. |      |      |      |      |      |      |      |      |      |      |

## Obecní správa
Podle sčítání lidu z let 1869–1921 bylo Podhůří osadou Nového Sedla, ale v letech 1930 a 1950 je uvedeno jako obec v okrese Chomutov. Při sčítáních v období 1961–1990 patřilo jako část obce k Vysoké Peci. Administrativně byla část obce zrušena od 1. září 1990.

## Pamětihodnosti
- Ve vesnici stávala pozdně barokní kaple z osmnáctého století se sanktusovou vížkou. V následujícím století byla ke kapli přistavěna obdélná novogotická loď.[19] Kaple zanikla spolu s vesnicí.[20]
- Schörfův mlýn